# Ptyngidricerus venustus
Ptyngidricerus venustus là một loài côn trùng trong họ Ascalaphidae thuộc bộ Neuroptera. Loài này được Tjeder & Waterston miêu tả năm 1977.